# زندگی خوشمزه
زندگی خوشمزه (کره‌ای: 맛있는 인생) یک مجموعه تلویزیونی کره جنوبی سال ۲۰۱۲ با بازی ایم چه-مو، یون جونگ هی، ریو هیون کیونگ، یو دا-این و لی هه‌ری است. این مجموعه به نویسندگی کیم جونگ اون و کارگردانی وون گون ایل است و درباره چهار دختر یک پدر ثروتمند است که عاشق می‌شوند، ازدواج می‌کنند و از فراز و نشیب‌های زندگی عبور می‌کنند. زندگی خوشمزه از ۲۸ آوریل تا ۲۳ سپتامبر ۲۰۱۲، روزهای شنبه و یکشنبه ساعت ۲۰:۴۰ (کی‌اس‌تی) از اس‌بی‌اس برای ۳۹ قسمت پخش شد.

## بازیگران
- ایم چه-مو در نقش جانگ شین جو
- یون جونگ هی در نقش جانگ سونگ جو
- ریو هیون کیونگ در نقش جانگ جونگ هیون
- یو دا-این در نقش جانگ جو هیون
- لی هه‌ری در نقش جانگ می هیون

خانواده هان بونگ سون
- یون می را در نقش هان بونگ سون
- یه جی وون در نقش اوه جین جو
- لی مید اوم در نقش اوه بونگ

خانواده چوی این گو
- پارک گون هیونگ در نقش چوی این گو
- وون جونگ ره در نقش هوانگ گوم سوک
- چوی وون-یونگ در نقش کانگ این چول
- یو یون-سوک در نقش چوی جه هیوک
- یو سو جین در نقش چوی شین یونگ

خانواده مین یونگ کی
- کیم هاک چول در نقش مین یونگ کی
- لی اونگ کیونگ در نقش جو هه ران
- جونگ جون در نقش مین ته هیونگ
- کلارا لی در نقش مین یونگ وو